# Wero (Gombong)
Wero is een bestuurslaag in het regentschap Kebumen van de provincie Midden-Java, Indonesië. Wero telt 3381 inwoners (volkstelling 2010).